# Arzamas
Arzamas — просветительский проект, посвящённый истории культуры. The Calvert Journal называет Arzamas «одной из лидирующих российских платформ самообразования».
Основа сайта — курсы по истории, литературе, искусству, антропологии, философии, о культуре и человеке. Курсы — это 15-минутные аудио- или видеолекции, прочитанные учёными, и материалы, подготовленные редакцией: справочные заметки и длинные статьи, фотогалереи и кинохроники, интервью со специалистами и списки литературы, дополнительно раскрывающие тему. Также на сайте есть «Журнал» — раздел, в котором еженедельно публикуются материалы, не связанные напрямую с темами курсов: шпаргалки, редкие архивные документы, рекомендации, обзоры, монологи специалистов и многое другое. В рамках проекта функционирует аудио-приложение «Гусьгусь» с материалами рассчитанными на детскую аудиторию.

## История
Проект основали бывший главный редактор журнала «Большой город» Филипп Дзядко и основатель сайта «Теории и практики» Данил Перушев. Сайт был запущен утром 29 января 2015 года, спонсором и соавтором проекта стала Анастасия Чухрай, дочь Павла Чухрая. Arzamas открылся четырьмя курсами: «Театр английского Возрождения» от Марины Давыдовой, «Исторические подделки и подлинники» от Сергея Иванова, «Правда и вымыслы о цыганах» от научного сотрудника Института славяноведения РАН Кирилла Кожанова, «Греческий проект Екатерины Великой» от Андрея Зорина. Название проекта отсылает к одноимённому городу и литературному кружку.
В 2015 Arzamas запустил спецпроект «Русская классика. Начало». В нём четыре московских преподавателя литературы (в их числе Константин Поливанов и Лев Соболев) читают 63 видеолекции о своих любимых произведениях из школьной программы. Также там находятся тематические подборки.
В 2016 году Arzamas стал заниматься ликбезами, которые помогают освоить большие темы: ликбезы состоят из анимированных видео, аудиолекций и закрепляющего материал теста. По состоянию на 6 ноября 2021, ролики «Древняя Греция за 18 минут» и «Древний Рим за 20 минут» набрали на YouTube соответственно более 7 миллионов и почти 15 миллионов просмотров. Ролик «Русский язык за 18 минут» набрал во ВКонтакте и на YouTube суммарно более 6 миллионов просмотров.
С 2016 Arzamas проводит и офлайн-лекции.
6 сентября 2017 года материал «Вся русская литература XIX века в 230 карточках» получил литературную премию «Книга года» в номинации «Электронная книга».
16 ноября 2017 года курс Бориса Колоницкого «Революция 1917 года» на Arzamas получил премию «Просветитель».
В 2017 году проект выпустил мобильное приложение «Радио Arzamas», в котором можно слушать все аудиолекции, подкасты и специально записанные аудиоверсии текстов.
В 2018 году Arzamas в сотрудничестве с РАНХиГС и МВШСЭН открыл образовательный онлайн-университет «суперкурсом» «История русской культуры», куда вошли 56 лекций 20 учёных. Автор идеи Онлайн-университета — профессор Оксфордского университета Андрей Зорин.
12 ноября 2020 года детское приложение «Гусьгусь» опубликовано в магазинах мобильных приложений.
При Arzamas работают научные лаборатории Arzamas — семинары по вопросам гуманитарных наук.